# Ashley Williams (actrice)
Ne doit pas être confondu avec Ashley C. Williams.
Pour les articles homonymes, voir Williams et Ashley Williams.
Ashley Williams, née le 12 novembre 1978 dans le comté de Westchester, (État de New York, États-Unis), est une actrice américaine.
Au cinéma, elle joue son premier rôle, sans dialogue, dans la comédie dramatique L'Été indien (Indian Summer) en 1993. En 2006, elle joue en vedette dans la pièce Burleigh Grimes.

## Biographie

### Jeunesse et formation
Ashley Williams est née de l'union d'un père journaliste indépendant dans le domaine médical et d'une mère qui a par la suite travaillé pour la fondation « The Michael J. Fox Foundation for Parkinson's Research », qui recueille des fonds pour la recherche sur la maladie de Parkinson. Elle est aussi la sœur cadette de l'actrice Kimberly Williams et belle-sœur du chanteur de musique country Brad Paisley.
Elle fait ses études à Rye dans l'État de New York, au Rye High School, qu'elle achève en mai 2001 par un diplôme décerné par le conservatoire d'art dramatique de l'Université de Boston.

### Carrière
Ashley Williams fait ses débuts dans la comédie dramatique L'Été indien (Indian Summer) en 1993, aux côtés de sa sœur Kimberly.
Elle obtient, ensuite, un petit rôle dans la série télévisée Good Morning, Miami, qu'elle conserve de 2002 à 2004, et ne cesse de tourner depuis lors, que ce soit dans des épisodes d’How I Met Your Mother, Psych : Enquêteur malgré lui (Psych), DOS : Division des opérations spéciales (E-Ring), Huff, New York, unité spéciale (Law and Order: Special Victims Unit), Side Order of Life, Mentalist, ou Warehouse 13.
En mai 2003, elle participe en tant qu'invitée vedette, à la production cinématographique Mes plus belles années, dans laquelle elle joue le rôle de la chanteuse Sandie Shaw interprétant un succès de 1964, There's Always Something There to Remind Me.
En 2006, elle monte sur les planches de Broadway dans la pièce Burleigh Grime,, et apparait pour la première fois dans la série How I Met Your Mother dans le rôle de Victoria, une pâtissière, qu'elle occupera de manière récurrente.
En 2010, elle figure dans l'adaptation télévisée de l'œuvre de Patricia Cornwell, le Trompe-l'œil (The Front), diffusée le 17 avril 2010[Où ?]. Elle est également élue la même année l'actrice préférée des fans de How I Met Your Mother, selon une enquête-web diligentée par les producteurs de la série, supplantant Cobie Smulders (Robin Scherbatsky).
En 2011, elle partage avec Kate Hudson et Ginnifer Goodwin, l'affiche de Duo à trois (Something Borrowed), une adaptation pour le grand écran du roman d'Emily Giffin Duo à trois, et reprend son rôle de Victoria dans How I Met Your Mother.

### Vie privée
Elle épouse le producteur Neal Dodson le 29 mai 2011. Ensemble, ils ont deux fils,.

## Filmographie

### Cinéma
- 1993 : L'Été indien (Indian Summer) de Mike Binder : Ida Heinken
- 2010 : Heterosexuals (en) de Robert McCaskill : Rhonda
- 2011 : Margin Call de J. C. Chandor : Heather Burke
- 2012 : Duo à trois (Something Borrowed) de Luke Greenfield : Claire
- 2014 : Lovesick de Luke Matheny : Felecia
- 2015 : A Most Violent Year de J. C. Chandor : Deputy Lange
- 2015 : Bad Hurt de Mark Kemble : Jessie
- 2016 : Six LA Love Stories de  Michael Dunaway : Robin Butterman
- 2017 : Aardvark (PG-13) de Brian Shoaf : Monica Hartline
- 2018 : The Con Is On de James Oakley : (non créditée)

### Télévision

#### Séries télévisées
- 1995-2000 : As the World Turns : Danielle 'Dani' Andropoulos
- 2001 : Dawson (saison 5, épisode 23) : Lory Glory
- 2002-2004 : Good Morning, Miami (40 épisodes) : Dylan Messinger
- 2003 : Mes plus belles années (saison 1, épisode 24) : Sandie Shaw
- 2005 : Monk (saison 4, épisode 7) : Theresa Scott
- 2005-2006 : DOS : Division des opérations spéciales (E-Ring) (saison 1, épisodes 2, 5, 6, 15, 21 & 22) : Beth Wilkerson
- 2006 : Huff (saison 2, épisodes 6 à 13) : Alyssa
- 2006-2014 : How I Met Your Mother (épisodes 1x12 à 1x16 et 1x18, 7x01 à 7x03 et 7x24, 8x01 à 8x05, 9x17) : Victoria
- 2007 : Psych : Enquêteur malgré lui (saison 1, épisode 9) : Trish Connors
- 2007 : New York, unité spéciale (Special Victims Unit) (saison 8, épisode 15) : Laura Kozlowski
- 2007 : Side Order of Life (10 épisodes) : Becca
- 2008 : Novel Adventures (saison 1, épisodes 1 à 8) : Lizzie McKenzie
- 2009-2010 : Saving Grace (saison 3, épisodes 5, 10, 11, 16 & 18) : Amanda Dewey
- 2010 : Old Christine (saison 5, épisode 15) : Store Clerk Amy
- 2011 : Retired at 35 (saison 1, épisode 6) : Lilah Fabricant
- 2011 : Love Bites (saison 1, épisode 6) : Bridget
- 2011 : The Protector (saison 1, épisode 10) : Joanne Kramer
- 2011 : Warehouse 13 (saison 3, épisodes 1, 3, 6 & 8) : Agent Sally Stukowski
- 2011 : Mentalist (saison 4, épisode 9) : Anna Dugan, l'ex-femme de Doc
- 2012 : Les Experts (saison 12, épisode 15) : Debbie Hicks
- 2012 : Royal Pains (saison 4, épisodes 5 & 6) : Sydney Barlett
- 2013 : Wedding Band (saison 1, épisodes 8 & 10) : Denise
- 2014 : The Good Wife (saison 5, épisode 12) : Christina Barrett
- 2015-2016 : The Jim Gaffigan Show (23 épisodes) : Jeannie Gaffigan
- 2017 : Girls (saison 6, épisode 1) : Ginny
- 2018 : Instinct (saison 1, épisode 2) : Nora Ceccino
- 2018 : FBI (saison 1, épisode 6) : Alexis Moran
- 2021 : Good Doctor (saison 4, épisode 7) : Hannah Palmer

#### Téléfilms
- 2004 : Le secret du Père Noël (Snow) de Alex Zamm : Sandy Brooks
- 2006 : Amy Coyne de Todd Holland : Amy Coyne
- 2007 : Trois sœurs dans le Montana (Montana Sky) de Mike Robe : Willa Mercy
- 2007 : Making It Legal de Gary Halvorson : Julie
- 2008 : Night Life de Zach Braff : Jenny
- 2008 : De mémoire de Père Noël (Snow 2: Brain Freeze) de Mark Rosman : Sandy Brooks
- 2010 : Patricia Cornwell : Tolérance zéro (At risk) de Tom McLoughlin : Stump
- 2010 : Trompe-l'œil (The Front) de Tom McLoughlin : Stump
- 2011 : Au cœur de l'amour (Scents and Sensibility) de Brian Brough : Elinor Dashwood
- 2013 : Le père Noël est licencié ! (Christmas in the City) de Marita Grabiak : Wendy Carroll
- 2015 : La nouvelle nounou (October Kiss) de Lynne Stopkewich : Poppy
- 2016 : Les racines de l'amour (Love on a Limb) de Mel Damski : Aimie Roarke
- 2017 : Un festival pour Noël (Christmas in Evergreen) de Alex Zamm : Allie Shaw
- 2018 : La clé d'un Noël réussi (Christmas in Evergreen: Letters to Santa) de Sean McNamara : Allie Shaw
- 2018 : Mon Noël en Alaska (Northern Lights of Christmas) de Jonathan Wright : Zoey Hathaway
- 2019 : Quelques jours à Noël (Holiday Hearts) de Allan Harmon : Peyton Canaday
- 2019 : Le calendrier secret de Noël (Christmas in Evergreen: Tidings of Joy) de Sean McNamara : Allie Shaw
- 2020 : Les petits miracles de Noël (Christmas in Evergreen: Bells Are Ringing) de Linda-Lisa Hayter : Allie Shaw

- 2021 : Un Noël pour deux : Coup de foudre en ville (Sister swrap : Christmas in the city) de Sean McNamara (téléfilm) : Meg Swift
- 2021 : Un Noël pour deux : Retour à la maison (Sister swrap : A hometown holiday) de Sean McNamara (téléfilm) : Meg Swift

### Courts-métrages
- 2004 : The List
- 2006 : Him and Us (TV) : Nina
- 2007 : Numero Dos : Ashleigh
- 2007 : Imperfect Union (TV) : Ronnie
- 2009 : The Eight Percent : Laura
- 2010 : Untitled Adam Carolla Project (TV)
- 2011 : Bird Dog (TV) : Gail McGrath
- 2011 : Last Guy on Earth : Girl
- 2012 : Hearing Voices
- 2013  : Sequin Raze : Rebecca Goldberg
- 2013 : Keep Calm and Karey On (TV) : Penny
- 2019 : Hey Mama : Friend Mama

## Distinctions
- Nommée au prix de la meilleure jeune actrice aux YoungStar Awards 1997 pour As the World Turns
- Prix de la meilleure actrice au Festival du film de Beverly Hills 2004 pour The List

## Doublage francophone

### En France
- Murielle Naigeon dans [9],[10] : 
  - Good Morning, Miami (série télévisée)
  - How I Met Your Mother (série télévisée)
  - DOS : Division des opérations spéciales (série télévisée)
  - Trois sœurs dans le Montana (téléfilm)
  - New York, unité spéciale (série télévisée)
  - Le Père Noël est licencié (téléfilm)
- Véronique Picciotto dans [9] : 
  - Warehouse 13 (série télévisée)
  - Patricia Cornwell : Tolérance zéro (téléfilm)
  - Trompe-l’œil (téléfilm)

et aussi
- Chantal Macé dans Psych, enquêteur malgré lui (série télévisée)[10]
- Marie-Christine Robert dans Saving Grace (série télévisée) [9]
- Anne Tilloy dans Margin Call [9]
- Laura Blanc dans Au cœur de l'amour (téléfilm)[9]

### Au Québec
Note : la liste indique les titres québécois
- Annie Girard dans Duo à trois